# Пеант
Пеант (др.-греч. Ποίας) — персонаж древнегреческой мифологии. Сын Филака, его жену звали Мефона. Либо сын Тавмака. Аргонавт. По одной из версий, убил медного человека Талоса, попав стрелой ему в лодыжку.
Отец Филоктета. Проходил мимо Эты в поисках своего скота, и Геракл подарил ему свой лук и стрелы (в других версиях Геракл дарит свой лук самому Филоктету).